# مقدم الصدر
مقدم الصدر (بالإنجليزية: precordium)‏ أو البرك كما قد يسمى هو الجزء الموجود أعلى القلب وأسفل الصدر.
ويُمكن أن يشير الألم التاموري بالصدر إلى وجود عدد من الأمراض، بما في ذلك الالتهاب الغضروفي الضِّلعِي (costochondritis) والتهاب التامور (pericarditis) الفيروسي.